# Kernfysische Dienst
De Kernfysische Dienst (KFD) was onderdeel van de Inspectie Leefomgeving en Transport, Domein Risicovolle Bedrijven, van het Ministerie van Infrastructuur en Milieu. Per 1 januari 2015 is de dienst opgegaan in de Autoriteit Nucleaire Veiligheid en Stralingsbescherming (ANVS).